# Manuel Pereira de Godoy
Manuel Pereira de Godoy MSD (Pirassununga, 22 de abril de 1922 — 14 de outubro de 2003) foi um biólogo e historiador local.

## Biografia
Realizou a sua formação acadêmica na área da História Natural, tendo desde cedo manifestado o seu interesse pelo estudo dos peixes. Através de concurso, em 1943, obteve o cargo de biologista da Estação Experimental de Biologia e Piscicultura de Pirassununga, do Ministério da Agricultura, onde permaneceu até 1977. Em 1948/49, foi professor de Biologia de Peixes na Universidade do Chile em Santiago e em Viña del Mar. Em 1950, através de concurso, se tornou professor titular da cadeira de Biologia (História Natural), do colegial no Instituto Estadual de Educação de Pirassununga da Secretaria de Educação.
Em 1952, esteve na Europa e se especializou em institutos de Portugal, França, Alemanha, Dinamarca,Suécia e Inglaterra. Em 1954, realizou, na Estação Experimental, trabalhos pioneiros no Brasil na marcação de peixes. Em 1960 foi professor-instrutor da Organização das Nações Unidas para a Alimentação e a Agricultura (FAO) no I Centro Latino-Americano de Capacitação em Piscicultura e Pesca Continental em Buga, Colômbia.

## O biólogo
Listou cerca de 298 espécies de animais e plantas que viviam na região de Pirassununga, e 83 espécies de peixes das 106 conhecidas na Bacia Mojiana em 1975. Entre 1944 e 2003, publicou 130 trabalhos técnicos e científicos, os quais incluem 19 livros sobre os peixes no Brasil. Manuel Pereira Godoy dedicou muita atenção à problemática das passagens e escadas para peixes em barragens e represas, contribuindo na primeira medida em relação a preservação da Piracema nessas construções , tendo recebido em 1987 o Prêmio Rolex Como as empresas estatais responsáveis pelas barragens se negavam a construir essas escadas, teve, em muitos casos, que apelar à Justiça para que, em fim, fossem construídas. Conforme Ação Civil Pública no Ministério Público Federal de Marília, em 14 de abril de 1999.

## O historiador
Como historiador dedicou-se a história local, publicou dois volumes de "Contribuição à História Natural e Geral de Pirassununga" em 1974/75, deixando um terceiro que nunca pôde ser publicado. Para além da sociedade "organizada", contribuiu com estudos sobre antropologia indígena na região de Cachoeira de Emas, vale do rio Mojiguaçu.

## Projeto ambiental
A Segunda Rede de Água, onde os "cabos" de água passam suspensos por postes, semelhante aos cabos telefônicos, ou mesmo por cima das casas, captando a energia solar e aquecendo a água que, por gravidade, chegaria aos lares pirassununguenses. O projeto começaria por Vila Sante Fé e pelo Distrito de Cachoeira de Emas expandindo-se depois para toda Pirassununga.

## Obras
- Contribuição à História Natural e Geral de Pirassununga (280 Milhões de Anos A.C. até 1.766-1974 A.D.); Editora: prefeitura de Pirassununga – Volume I (1974)
- Contribuição à História Natural e Geral de Pirassununga, de 1776 até 1912-1975 - Volume II; Editora: prefeitura de Pirassununga (1975)
- Aquicultura. Atividade multidisciplinar. Escadas e outras facilidades para passagens de peixes. Estações de piscicultura. Editora: Eletrosul. (1985) [9]
- Peixes do Estado de Santa Catarina Editora: UFSC (1987) [10]
- As Represas e os Peixes Nativos do Rio Grande - em co autoria com Melquiades Pinto Paiva e Magda Fernandes De Andrade-Tubino; Editora Interciência (2002)
- bandeira de pirassununga